# Battenans-Varin
Battenans-Varin település Franciaországban, Doubs megyében. Lakosainak száma 79 fő (2022. január 1.). Battenans-Varin Cour-Saint-Maurice, Mont-de-Vougney, Orgeans-Blanchefontaine, Rosureux, Saint-Julien-lès-Russey és Vaucluse községekkel határos.

## Népesség
A település népességének változása:
| Lakosok száma | 106  | 58   | 64   | 54   | 82   | 79   | 76   | 74   | 75   | 79   |
|               | 1968 | 1982 | 1990 | 2006 | 2013 | 2015 | 2017 | 2019 | 2020 | 2022 |